# Хилоторакс
Хилото́ракс (лат. chylothorax; от др.-греч. χυλός — сок и θώραξ — грудь) — прогрессирующее накопление в плевральной полости хилуса (лимфы с большим содержанием жира), истекающего из грудного протока. Возникновение хилоторакса обусловлено повреждением грудного протока и париетальной плевры и является осложнением различных патологических процессов и медицинских манипуляций. Быстрое развитие серьёзных расстройств, вызываемых патологическим истечением хилуса, диктует необходимость проведения специальных диагностических и лечебных мероприятий, нередко неотложных.

## История
Хилоторакс был впервые описан в изданной в 1633 году работе Фабрициуса Бартолета (Fabrizio Bartoletti, 1576—1630). В 1875 году Генрих Иренеус Квинке (1842—1922) первым описал травматический хилоторакс. В отечественной литературе первое сообщение о повреждении грудного лимфатического протока с развившимся хилотораксом сделано П. Н. Тиховым в 1897 году. К 1895 году, по результатам исследования A. Bargebuhr, в мировой научной медицинской литературе за 260 предшествующих лет насчитывалось всего 25 опубликованных наблюдений хилоторакса, а по состоянию на 1968 год, по данным H. R. Schoen, — 1000 наблюдений, треть из которых была обусловлена травматическим повреждением грудного протока. В 1984 году М. И. Перельман с соавторами опубликовали подробные сведения о 65 собственных наблюдениях хилоторакса, а в 2004 году Л. Н. Бисенков — о 22 больных с хилотораксом, находившихся на лечении в его клинике.
Впервые перевязку грудного лимфатического протока в его шейном отделе выполнил в 1898 году H. Cushing, а впервые в России радикальную хирургическую операцию по перевязке грудного протока произвёл в 1905 году С. Горотынский.

## Этиология
Причинами возникновения хилоторакса могут выступать:
1. Врождённые причины (врождённый хилоторакс является ведущей причиной плеврального выпота у новорождённых)[9]:
  1. атрезия грудного протока;
  2. родовая травма;
  3. плевропротоковая фистула[2].
2. Травматические причины:
  1. закрытая травма груди (в 13 % случаев)[7]: повреждение грудного протока, как правило, в области головок рёбер и грудных позвонков (например, при форсированном переразгибании позвоночника, сопровождающемся вывихом головки ребра); разрыву грудного протока способствует фиксация его спайками к телам позвонков вследствие ранее перенесённых воспалительных процессов[5];
  2. проникающие ранения груди[2][9].
3. Хирургические причины (в 45—72 % случаев)[2][4][10]:
  1. хирургические операции на шее;
  2. удаление шейных лимфатических узлов;
  3. радикальные хирургические вмешательства по поводу новообразований;
  4. торакальные оперативные вмешательства;
  5. перевязка боталлова протока;
  6. хирургические операции по поводу коарктации аорты;
  7. хирургические операции по поводу аневризм нисходящей аорты (в 0,5—2,7 % случаев)[1];
  8. оперативные вмешательства на пищеводе[11];
  9. хирургические вмешательства по поводу новообразований средостения[12];
  10. хирургические операции на лёгком[12];
  11. абдоминальные оперативные вмешательства;
  12. поясничная симпатэктомия;
  13. радикальная лимфодиссекция;
  14. диагностические процедуры;
  15. люмбарная артериография[5];
  16. катетеризация левых отделов сердца[5];
  17. пункция подключичной вены.
4. Новообразования с прорастанием в грудной проток или сдавлением его (в 30—50 % случаев)[7][9]:
  1. лимфома Ходжкина (лимфогранулематоз)[9];
  2. хронический лимфолейкоз (помимо сдавления грудного протока увеличенными лимфоузлами в качестве возможной причины хилоторакса при хроническом лимфолейкозе в медицинской литературе описывается закупорка грудного протока вследствие потока лейкозных лимфоцитов через лимфатическую систему)[11];
  3. рак лёгкого[11].
5. Неопухолевые заболевания, приводящие к сдавлению или закупорке грудного протока:
  1. сдавление грудного протока кистами средостения;
  2. сдавление грудного протока аневризмой грудного отдела аорты;
  3. перекрытие грудного протока проникшими в его просвет гельминтами;
  4. тромбоз левой подключичной вены, распространяющийся на конечный отдел грудного протока[5].
6. Туберкулёз;
  1. туберкулёзное поражение соседних с грудным протоком анатомических структур (бронхоаденит, натёчный абсцесс, спондилит грудного отдела позвоночника);
  2. туберкулёзное поражение самого грудного протока (тробангит, казеозно-язвенный туберкулёз стенки протока)[5].
7. Смешанные причины[1].

## Патогенез
Первоначально хилус из дефекта в грудном протоке изливается в клетчатку средостения, где накапливается, образуя так называемую медиастинальную хилому. По мере увеличения размеров хиломы нарастающее напряжение приводит к разрыву плевры, что обеспечивает опорожнение хилуса в плевральную полость через образовавшееся патологическое отверстие, появляется и начинает нарастать хилоторакс. Нередко временной промежуток с момента повреждения грудного протока до появления хилоторакса может составлять 3—5 дней, а в некоторых случаях — достигать нескольких лет.
Постоянное поступление хилуса в плевральную полость вызывает компрессию лёгкого, смещение органов средостения, сдавление и перегиб полых вен. Это приводит к нарастанию венозного давления, что, в свою очередь, вызывает повышение образования лимфы и хилуса, формируя своеобразный порочный круг, пусковым механизмом в котором является повышенное венозное давление.
В норме по грудному протоку за сутки в венозную систему поступает 1,5—3 литра хилуса, содержащего до 70 % поступающего с пищей за этот период времени жира, а также значительное количество белков, электролитов, микроэлементов и жидкости. Потеря организмом значительных объёмов хилуса не восполняется естественным путём. Поэтому развитие хилоторакса приводит к быстро прогрессирующему истощению больных.
Помимо потерь жиров, белков, электролитов и микроэлементов теряются также лимфоциты и эозинофилы, что приводит к серьёзным расстройствам иммунной системы.

## Патологическая анатомия
Степень выраженности патологических морфологических изменений, которые возникают при формировании хилоторакса, находится в зависимости от длительности существования хилоторакса. В течение первых суток истечение из грудного протока хилуса не оказывает существенного влияния на окружающие ткани. Затем наблюдается заполнение межфасциальных пространств и пропитывание клетчатки лимфой. Существование хилоторакса в более длительные сроки сопровождается отёком медиастинальной плевры, которая утрачивает эластичность и становится патологически ломкой. Париетальная плевра подвергается подобным изменениям, что особенно выражено в нижних отделах плевральной полости над диафрагмой, где происходит отложение сгустков хилуса и фибрина. Подвергающееся длительному сдавлению истекшим хилусом лёгкое становится ригидным, что приводит к утрате им эластичности. Последнее и появление массивных наложений на висциральной плевре приводят к заметному снижению способности к самостоятельному расправлению лёгкого после эвакуации хилуса.

## Клиническая картина
Бессимптомное течение хилоторакса наблюдается редко. Клинические проявления хилоторакса обусловлены, в первую очередь, скоплением жидкости в плевральной полости, что приводит к сдавлению лёгкого и смещению средостения и вызывает тем самым развитие дыхательной недостаточности и нарушений гемодинамики, а также, кроме того, потерей большого количества лимфы и её компонентов. В большинстве случаев до накопления значительного количества хилёзного выпота в плевральной полости жалобы у пациентов могут отсутствовать. Средняя продолжительность такого латентного периода между началом истечения хилуса и появлением симптомов составляет 7—10 дней.
Пациенты предъявляют жалобы на одышку, общую слабость, похудение. При осмотре определяются бледность кожных покровов, тахикардия, признаки гиповолемии и сердечно-лёгочной недостаточности. С особенностями расположения грудного протока в грудной полости связано то, что при нарушении целостности его верхнего отрезка (выше уровня V грудного позвонка) развивается левосторонний хилоторакс, а при нарушении целостности нижнего — правосторонний хилоторакс. Клинические проявления при правостороннем хилотораксе более выражены, чем при левостороннем, что объясняется большей податливостью левого купола диафрагмы и меньшим смещением средостения в случае скопления хилуса в левой плевральной полости. Выраженность симптомов зависит от объёма выделившейся лимфы.
Вследствие прогрессирующей потери организмом большого количества жира, белка, электролитов, микроэлементов и жидкости развиваются общие расстройства, приводящие к истощению больных. Пациенты жалуются на общую слабость, снижение массы тела, постоянное чувство голода.
При осмотре таких пациентов отмечается снижение массы тела, бледность и сухость кожных покровов, в некоторых случаях — акроцианоз, признаки обезвоживания организма. Пациенты стараются лежать на больном боку с несколько приподнятым положением груди, чтобы частично уменьшить давление хилуса на поджатое лёгкое и смещённое в здоровую сторону средостение, тем самым облегчая дыхание. Половина грудной клетки со стороны хилоторакса несколько отстаёт в акте дыхания, на этой же стороне отмечается расширение и некоторое выбухание межреберий, а также увеличение объёма нижнего отдела груди.
При физикальном обследовании аускультативно определяется ослабление дыхания на стороне поражения, вплоть до полного его отсутствия при значительном скоплении хилуса. Перкуторно отмечается притупление перкуторного звука над скопившейся жидкостью, которое может смещаться при изменении положения тела пациента. При отсутствии выраженных сращений в плевральной полости укорочение перкуторного звука претерпевает изменения на стороне поражения от нижних отделов грудной клетки к верхним: в этом направлении высота перкуторного звука возрастает, верхняя граница тупости ограничивает зону скопления хилёзной жидкости и соответствует линии Дамуазо, высшая точка которой обычно располагается на задней подмышечной линии, откуда граница перкуторной тупости косо понижается в обе стороны: и кзади (к позвоночнику), и кпереди (к грудине). Голосовое дрожание над областью хилоторакса значительно ослаблено.
Выделяют несколько вариантов клинического течения хилоторакса: хроническое, подострое и острое. Хроническое течение характеризуется поступлением и частичной резорбцией хилуса и наблюдается при разнообразных длительно существующих заболеваниях и опухолях органов грудной клетки, которые приводят к деструкции грудного протока. Подострое и острое развитие хилоторакса, как правило, связано с ранением или закрытой травмой грудной клетки, которые привели к повреждению грудного протока.

## Инструментальное исследование
- рентгенография органов грудной клетки: снижение прозрачности лёгочного поля на стороне хилоторакса, обусловленное скоплением жидкости в соответствующей плевральной полости[3];
- компьютерная томография органов грудной клетки: позволяет исключить опухолевую этиологию хилоторакса[14];
- УЗИ плевральных полостей: наличие свободной жидкости в соответствующей плевральной полости;
- диагностическая плевральная пункция:
  - получение характерной хилёзной жидкости, которая при отстаивании разделяется на верхний густой слой бело-розового цвета и нижний жидкий слой[2][7][14];
  - при использовании проб на окрашивание (например, при приёме пациентом краски ДЕС-17 или ДЕС-18 в соотношении 1 г на 250 г сливочного масла) через 2 часа при пункции плевральной полости получают жидкость, окрашенную в соответствующий цвет[7];
- лимфография (лимфангиография): в 80 % случаев позволяет установить уровень повреждения протока[7], кроме того, позволяет уточнить анатомию грудного протока перед планируемым оперативным вмешательством[14]. Контрастирующее вещество вводят в один из периферических лимфатических сосудов (как правило, на тыле стопы в первом межпальцевом промежутке). Оптимальное контрастирование грудного протока наступает через 30—60 мин после введения. Рентгенография законтрастированного протока выполняется в левой заднекосой проекции[5].

## Лабораторное исследование
- общий анализ жидкости из плевральной полости: хилёзный выпот содержит 4—9 % белка, 6 % жира, микроскопически определяются лимфоциты и жировые капли[7];
- общий анализ крови: лимфопения в связи с потерей лимфоцитов с лимфой[7][14];
- биохимический анализ крови: прогрессирующая гиполипопротеинемия (пониженное содержание в плазме крови липидов и белков)[5].

## Лечение

### Консервативная терапия
Консервативное лечение хилоторакса сводится к плевральным пункциям или дренированию плевральной полости с целью удаления лимфы, расправления лёгкого и стабилизации средостения; прекращению приёма пищи через рот и назначению парентерального питания; компенсации последствий потери лимфы; уменьшению венозного давления с целью создания оптимальных условий для оттока лимфы из грудного протока; внутриплевральному введению склерозирующих веществ с целью облитерации плевральной полости и развития рубцового процесса в средостении. Продолжительность консервативной терапии не должна превышать 2—3 недель, так как на фоне потери значительного объёма лимфы развивается истощение больного, что обусловлено потерей с лимфой большого количества жиров, белков, электролитов и воды. Кроме того, часто выполняемые плевральные пункции и дренирование плевральной полости могут способствовать инфицированию плевральной полости.
Пациентам, причиной развития хилоторакса у которых являются не подлежащие хирургическому удалению злокачественные опухоли, назначают лучевую терапию.
В педиатрической практике довольно широко используется соматостатин или его аналог октреотид, который назначается детям с ятрогенными послеоперационными хилотораксами.

### Хирургическое лечение
Хирургическое лечение показано в том случае, когда в течение 7 дней, несмотря на проводимую консервативную терапию, отсутствует эффект от последней и сохраняются темпы выделения лимфы. Радикальное хирургическое вмешательство при нарушении целостности грудного протока и развитии хилоторакса заключается в выполнении перевязки грудного протока выше (проксимальный конец) и ниже (дистальный конец) места истечения лимфы. Перевязка грудного лимфатического протока возможна на всех уровнях без последующих функциональных расстройств в связи с развитием коллатеральных путей и дополнительных лимфовенозных соустий. С целью облегчения выявления локализации дефекта грудного протока пациенту за 2—3 часа до операции дают выпить 100-200 мл оливкового масла или сливок. В тех случаях, когда из-за отёка тканей в области повреждения грудного протока выявление дефекта затруднено, производится его лигирование над диафрагмой.
К другим хирургическим методикам лечения хилоторакса можно отнести плевроперитонеальное шунтирование, плеврэктомию, плевродез с использованием биоклея или талька.

## Прогноз
В прошлом в течение длительного времени летальность от хилоторакса составляла 50—100 %, что было обусловлено выраженными гиполипидемией и гипопротеинемией, возникающими из-за массивных потерь жиров и белков из организма с хилёзной жидкостью.
В настоящее время прогноз при хилотораксе после оперативного лечения в большинстве случаев благоприятный. Иногда возможны рецидивы, которые обусловлены вариабельностью анатомического строения грудного протока и его коллатералей, а также отсутствием клапанов, препятствующих ретроградному току лимфы, в среднем отделе грудного протока.